# Marina, unplugged
Marina, unplugged és una pel·lícula espanyola, barreja de ficció i fals documental del 2023 dirigida per Alfonso Amador i protagonitzada per Claudia Faci. El guió es basa en una obra de teatre d'Alfonso Amador i Jorge Picó. Està subtitulada en valencià.

## Argument
Marina es la líder d’un partit espanyol d'extrema dreta que està preparant un monòleg amb el qual vol donar a conèixer el seu ideari als seus seguidors. Dalt de l'escenari d’un teatre, i només acompanyada d’un director que modela la seva actuació, la veu i els gestos per tal de resultr més convincent en el seu relat que barreja fal·làcies i cites sd'autors com Unamuno o Marx, donant importància no sols al llenguatge verbal sinó també al no verbal.

## Repartiment
- Claudia Faci - Marina

## Producció
La pel·lícula està ambientada a València, basada en l'obra de teatre homònima, patrocinada pel II Laboratori de Dramatúrgia Ínsula Dramatària Josep Lluís Sirera, organitzat per l'Institut Valencià de Cultura. Ha estat rodada en blanc i negre i relació d'aspecte 4:3 per tal de centrar millor l'atenció en l'espai escènic.

## Estrena
Es va projectar com a pel·lícula d'obertura de la XXXVIII edició de la Mostra de València, però no es va estrenar a sales de cinema del Matadero Madrid l'1 de novembre de 2024. Fou durament criticat pels polítics ultradretans espanyols, fins i tot l'exconseller de Cultura i esports valencià Vicente Barrera Simó, qui va maldar que l'obra hagués rebut finançament públic.

## Reconeixements
La pel·lícula es va projectar com a pel·lícula d'obertura de la XXXVIII edició de la Mostra de València, en la que va formar part de la secció oficial. Finalment Claudia Faci va guanyar el premi a la millor interpretació femenina.}